# Galina Zybina
Galina Ivanovna Zybina (in russo Гали́на Ива́новна Зы́бина?; Leningrado, 22 gennaio 1931 – San Pietroburgo, 10 agosto 2024) è stata una pesista, giavellottista e discobola sovietica, vincitrice della medaglia d'oro alle Olimpiadi di Helsinki nel 1952 nel getto del peso.

## Biografia
Alle Olimpiadi del 1952 vinse la medaglia d'oro superando Marianne Werner e Klavdija Točënova. Ai Giochi della XVI Olimpiade vinse l'argento nel getto del peso venendo superata dalla russa Tamara Tyškevič e precedendo la tedesca Marianne Werner,
Alle successive olimpiadi giunse settima, mentre l'ultima medaglia, di bronzo, l'ebbe alle Olimpiadi di Tokyo nel 1964.

## Palmarès
| Anno | Manifestazione  | Sede      | Evento                 | Risultato | Misura  | Note |
| ---- | --------------- | --------- | ---------------------- | --------- | ------- | ---- |
| 1950 | Europei         | Bruxelles | Getto del peso         | 4ª        | 13,07 m |      |
| 1950 | Europei         | Bruxelles | Lancio del giavellotto | Bronzo    | 42,75 m |      |
| 1952 | Giochi olimpici | Helsinki  | Getto del peso         | Oro       | 15,28 m |      |
| 1952 | Giochi olimpici | Helsinki  | Lancio del giavellotto | 4ª        | 48,35 m |      |
| 1954 | Europei         | Berna     | Getto del peso         | Oro       | 15,65 m |      |
| 1954 | Europei         | Berna     | Lancio del disco       | Bronzo    | 44,77 m |      |
| 1956 | Giochi olimpici | Melbourne | Getto del peso         | Argento   | 16,53 m |      |
| 1960 | Olimpiadi       | Roma      | Getto del peso         | 7ª        | 15,56 m |      |
| 1962 | Europei         | Belgrado  | Getto del peso         | Bronzo    | 16,95 m |      |
| 1964 | Giochi olimpici | Tokyo     | Getto del peso         | Bronzo    | 17,45 m |      |
| 1966 | Europei         | Budapest  | Getto del peso         | 4ª        | 16,65 m |      |